# 利弗冰川

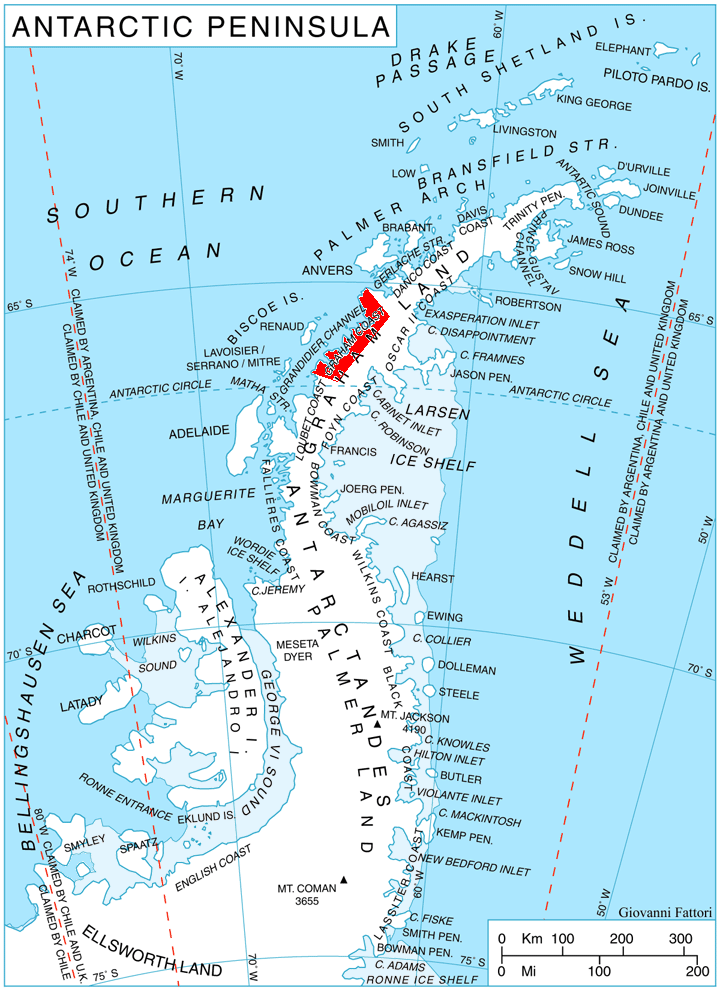

利弗冰川（英語：Lever Glacier）是南極洲的冰川，位於葛拉漢地的葛拉漢海岸，長11公里，寬3公里，最終在喬魯爾半島以北注入比斯科奇灣北部，現時由南極條約體系管理。